# Black Reel Awards 2001
2. ročník předávání cen Black Reel Awards se konal dne 12. února 2001 ve Washingtonu D.C. Nejvíce cen si domů odnesl film Láska a basket, celkem 6.

## Vítězové a nominovaní

### Film
| Nejlepší film | Nejlepší režie |
| --- | --- |
| - Láska a basket - Síla klamu - Boxerka - Loving Jezebel - Men of Honor - Vzpomínka na Titány | - Gina Prince-Bythewood – Láska a basket - Kwyn Bader – Loving Jezebel - Albert Hughes a Allen Hughes – American Pimp - Spike Lee – Síla klamu - John Singleton – Drsnej Shaft |
| Nejlepší herec | Nejlepší herečka |
| - Denzel Washington – Vzpomínka na Titány - Omar Epps – Láska a basket - Morgan Freeman – Sestřička Betty - Cuba Gooding Jr. – Ten nejlepší - Samuel L. Jackson – Drsnej Shaft                                                                                   | - Sanaa Lathan – Láska a basket - Angela Bassettová – Boesman and Lena - Jada Pinkett Smith – Síla klamu - Michelle Rodriguez – Boxerka - Alfre Woodard – Co se vaří? |
| Nejlepší herec ve vedlejší roli | Nejlepší herečka ve vedlejší roli |
| - Don Cheadle – Traffic – nadvláda gangů - Rob Brown – Osudové setkání - Tommy Davidson – Síla klamu - Chris Rock – Sestřička Betty - Marlon Wayans – Requiem za sen                                                                                             | - Gabrielle Union – Bravo, girls! - Lisa Bonet – Všechny moje lásky - Eartha Kitt – Není král jako král - Nia Long – Riziko - Sheryl Lee Ralph – Deterrence |
| Nejlepší scénář | Nejlepší plakát |
| - Gregory Allen Howard – Vzpomínka na Titány - Kwyn Bader – Loving Jezebel - Spike Lee – Síla klamu - Scott Marshall Smith – Ten nejlepší - Gina Prince-Bythewood – Láska a basket                                                                               | - Láska a basket - Síla klamu - Ghost Dog - Cesta samuraje - Requiem za sen - Vyvolený |
| Nejlepší soundtrack | Nejlepší píseň |
| - Láska a basket - Backstage - Síla klamu - Ghost Dog - Cesta samuraje - Proutník | - „Fool of Me“ – Meshell Ndegeocello – Láska a basket - „Dance Tonight“ – Lucy Pearl – Láska a basket - „I'll Go“ – Donell Jones – Láska a basket - „Independent Women Part I“ – Destiny's Child – Charlieho andílci - „Doesn't Really Matter“ – Janet Jacksonová – Zamilovaný profesor 2: Klumpovi |
| Nejlepší televizní film nebo limitovaný seriál | Nejlepší režie televizního filmu nebo limitovaný seriál |
| - The Corner (HBO) – Nina Kostroff Noble - Odchody a návraty (HBO) – Lydia Dean Pilcher - Píseň svobody (TNT) – Amanda DiGiulio - Ulice bez lásky (Showtime) – Cheryl West - Sally Hemingsová: Americký skandál (PBS) – Marty Eli Schwartz a Gerrit van der Meer | - Charles S. Dutton – The Corner (HBO) - Jeffrey W. Byrd – Sladkých sedmnáct (Showtime) - Julie Dash – Love Song (MTV) - Gina Prince-Bythewood – Odchody a návraty (HBO) - Robert Townsend – Ulice bez lásky (Showtime)                                                                             |
| Nejlepší herec: televizní film nebo limitovaný seriál | Nejlepší herečka: televizní film nebo limitovaný seriál |
| - T. K. Carter – The Corner (HBO) - Leon – Little Richard (NBC) - Sean Nelson – The Corner (HBO) - Ving Rhames – Ulice bez lásky (Showtime) - Wesley Snipes – Odchody a návraty (HBO)                                                                            | - Khandi Alexander – The Corner (HBO) - Carmen Ejogo – Sally Hemingsová: Americký skandál (PBS) - Sanaa Lathan – Odchody a návraty (HBO) - Regina Taylor – Cora Unashamed (PBS) - Alfre Woodard – Ulice bez lásky (Showtime)                                                                        |
| Nejlepší herec ve vedlejší roli: televizní film nebo limitovaný seriál | Nejlepší herečka ve vedlejší roli: televizní film nebo limitovaný seriál |
| - Glenn Plummer – The Corner (HBO) - Adewale Akinnuoye-Agbaje – Zotročení: Příběh Fanny Kembleové (Showtime) - Vondie Curtis-Hall – Píseň svobody (TNT) - Vicellous Reon Shannon – Píseň svobody (TNT) - Mykelti Williamson – Ulice bez lásky (Showtime)         | - Diahann Carroll – Sally Hemingsová: Americký skandál (PBS) - Lisa Arrindell Anderson – Odchody a návraty (HBO) - Kim Fields – Hidden Blessings (BET) - Regina Hall – Odchody a návraty (HBO) - Jesika Reynolds – Ulice bez lásky (Showtime)                                                       |
| Nejlepší scénář: televizní film nebo limitovaný seriál | |
| - David Simon a David Mills – The Corner (HBO) - Tina Andrews – Sally Hemings: Americký skandál (PBS) - Lisa Jones a Terry McMillan – Odchody a návraty (HBO) - Stewart St. John – Sladkých sedmnáct (Showtime) - Cheryl West – Ulice bez lásky (Showtime)       | |